# 로맨
로맨(Lawman)은 미국에서 제작된 마이클 위너 감독의 1971년 서부 영화이다. 버트 랭카스터 등이 주연으로 출연하였고 마이클 위너 등이 제작에 참여하였다.

## 출연

### 주연
- 버트 랭카스터
- 로버트 라이언
- 리J.콥

### 조연
- 로버트 듀발
- 쉬리 노스
- 앨버트 서미
- 리처드 조던
- 존 맥기버
- 랄프 웨이트
- 존 벡
- 윌리엄 왓슨
- 월터 브룩
- 로버트 엠하트
- 찰스 타이너
- J. D. 캐논

## 제작진
- 배역: 린 스터마스터